# Roma Open 2014
Il Roma Open 2014 è stato un torneo di tennis facente parte della categoria ATP Challenger Tour nell'ambito dell'ATP Challenger Tour 2014. È stata la 13ª edizione del torneo che si è giocato dal 5 al 10 maggio 2014 sui campi in terra rossa del Tennis Club Garden di Roma, in Italia. Aveva un montepremi di €42.500+H.

## Partecipanti singolare

### Teste di serie
| Nazionalità | Giocatore             | Ranking* | Testa di serie |
| ----------- | --------------------- | -------- | -------------- |
| Serbia      | Dušan Lajović         | 75       | 1              |
| Italia      | Filippo Volandri      | 84       | 2              |
| Italia      | Paolo Lorenzi         | 87       | 3              |
| Austria     | Andreas Haider-Maurer | 110      | 4              |
| Tunisia     | Malek Jaziri          | 118      | 5              |
| Germania    | Julian Reister        | 129      | 6              |
| Regno Unito | Daniel Evans          | 133      | 7              |
| Italia      | Potito Starace        | 139      | 8              |

- Ranking al 28 aprile.

### Altri partecipanti
Giocatori che hanno ricevuto una wild card:
- Matteo Donati
- Alessandro Giannessi
- Gianluigi Quinzi
- Matteo Trevisan

Giocatori che sono passati dalle qualificazioni:
- Lamine Ouahab
- Alexander Lobkov
- Salvatore Caruso
- Maxim Dubarenco

Giocatori che hanno ricevuto un entry come special exempt:
- Mate Delić
- Miloslav Mečíř Jr.

## Partecipanti doppio

### Teste di serie
| Nazionalità | Giocatore         | Nazionalità | Giocatore     | Ranking* | Testa di serie |
| ----------- | ----------------- | ----------- | ------------- | -------- | -------------- |
| Polonia     | Tomasz Bednarek   | Romania     | Florin Mergea | 92       | 1              |
| Italia      | Daniele Bracciali | Uruguay     | Pablo Cuevas  | 102      | 2              |
| Rep. Ceca   | František Čermák  | Russia      | Michail Elgin | 124      | 3              |
| Regno Unito | Ken Skupski       | Regno Unito | Neal Skupski  | 141      | 4              |

- Ranking al 28 aprile.

### Altri partecipanti
Coppie che hanno ricevuto una wild card:
- Alberto Brizzi /  Walter Trusendi
- Danilo Gargano /  Alesio Luchetti
- Gianluigi Quinzi /  Adelchi Virgili

## Vincitori

### Singolare
Julian Reister ha battuto in finale  Pablo Cuevas con il punteggio di 6–3, 6–2

### Doppio
Radu Albot /  Artem Sitak hanno battuto in finale  Andrea Arnaboldi /  Flavio Cipolla con il punteggio di 4–6, 6–2, [11–9]